# Lough Cutra SAC
Lough Cutra SAC este o arie protejată (arie specială de conservare — SAC, sit de importanță comunitară — SCI) din Irlanda întinsă pe o suprafață de 658,5 ha, integral pe uscat.

## Localizare
Centrul sitului Lough Cutra SAC este situat la coordonatele 53°01′52″N 8°47′19″W / 53.031036°N 8.788562°V.

## Înființare
Situl Lough Cutra SAC a fost declarat sit de importanță comunitară în martie 2003 pentru a proteja 5 specii de animale. Situl a fost protejat și ca arie specială de conservare în octombrie 2017.

## Biodiversitate
Situată în ecoregiunea atlantică, aria protejată nu include niciun habitat protejat.
La baza desemnării sitului se află mai multe specii protejate de  păsări (5): rață mare (Anas platyrhynchos), rața moțată (Aythya fuligula), Bucephala clangula, lebădă de iarnă (Cygnus cygnus), cormoran mare (Phalacrocorax carbo).
Pe lângă speciile protejate, pe teritoriul sitului au mai fost identificate 1 specie de păsări.